# Cvitan Galić
Cvitan Galić (Gorica kod Gruda, 29. studenoga 1909. – Banja Luka, 6. travnja 1944.), hrvatski zračni as. Ukupno ima 38 potvrđenih i 7 nepotvrđenih pobjeda.

## Životopis

### Rani život
Cvitan Galić rođen je 29. studenoga 1909. u selu Gorica kod Grude. U ondašnjoj Hrvatskoj u obitelji s devetero djece. Osnovnu školu završio je u Sovićima, a od 1927. živi kod strica liječnika u Stocu, te radi kao mlinar i mehaničar. Uskoro ulazi u pješaštvo Kraljevske jugoslavenske vojske u Posušju. Kao izvrsnom učeniku u vojnoj školi, odobrava mu se molba za premještaj u zrakoplovstvo. Zrakoplovnu školu u Mostaru završava odličnim uspjehom u 7. vazduhoplovnom puku prosinca 1930., a 1932., nakon službe u Skopju, zbog pokazane sposobnosti, primljen je u lovačku zrakoplovnu školu u Zemunu, gdje završava obuku gađanja za zračnu borbu. Radi i kao nastavnik letenja. Lovački zrakoplovac postaje 1. kolovoza 1935.
Vjenčao se s Anom Vocel 29. ožujka 1937. U Zemunu je izgradio obiteljsku kuću, koja je poslije Drugog svjetskog rata konfiscirana. Imao je i dvije kćeri, a obje umiru u prvoj godini života. Njegova vojna karijera obilježena je i čestim sukobima sa srpskim časnicima s kojima je dolazio u sukob zbog svog naglašenog hrvatstva.

### Drugi svjetski rat
Travanjski rat zatekao ga je kao narednika zrakoplovca na pomoćnome uzletištu Kosor kod Mostara. Tada radi u 3. pilotskoj školi Ratnog vazduhoplovstva vojske Kraljevine Jugoslavije. Po izbijanju Travanjskoga rata zrakoplovom prelijeće na uzletište kod Sinja te se stavlja na raspolaganje Hrvatskom ratnom zrakoplovstvu. Dobrovoljno pristupa Hrvatskoj zrakoplovnoj legiji gdje je raspoređen u 4. zrakoplovnu lovačku skupinu. Odlazi na specijalnu izobrazbu u Fürth kraj Nürnberga u Njemačkoj. Nakon školovanja 28. rujna 1941. pridružuje se 10. lovačkom jatu (4. lovačke skupine Hrvatske zrakoplovne legije).
Njegova jedinica poslana je na južni sektor Istočnog bojišta. Prvu pobjedu ostvario je krajem studenoga iste godine. Veliku pobjedu postiže 17. travnja 1942. obaranjem tada najboljeg sovjetskog lovačkog zrakoplova MIG-3. U to vrijeme jato postiže svoju 50. pobjedu, a 21. lipnja izvršen je tisućiti let što je zabilježio tadašnji tisak i radio. Početkom srpnja iste godine jato je opremljeno najsuvremenijim lovačkim zrakoplovima Messerschmitt Bf 109 G (G - Gustav). Galić 1. kolovoza 1942. obara još jedan sovjetski lovački zrakoplov, a tijekom istoga mjeseca još tri zrakoplova. Broj svih pobjeda skupine Džal popeo se na 100 priznatih zračnih pobjeda. Tijekom rujna Galić obara još četiri sovjetska zrakoplova. 
Bilanca bilježi da su u 3000 borbenih letova ostvarili 164 pobjede, uz gubitak šest pilota. Najuspješniji as skupine Džal postao je tada poručnik Cvitan Galić koji je u 407 letova postigao 29 priznatih pobjeda. Odlikovan je Željeznim trolistom III stupnja s hrastovim grančicama, a odlikovalo ga je i njemačko zapovjedništvo Željeznim križem II. i I. stupnja. Kratko vrijeme obavljao je u I. zrakoplovnoj skupini Prve zrakoplovne luke u Zagrebu na uzletištu Borongaj dužnost zapovjednika zrakoplovnog jata.
Većina hrvatskih zrakoplovaca sredinom veljače 1943. godine nalazi se na Krimu i nastavlja djelovanje s uzletišta na Kerču. Ubrzo poručnik Galić postiže u travnju svoju 32. pobjedu. Za dotadašnje uspjehe dodijeljen mu je Njemački križ u zlatu. Posljednje zračne pobjede Galić postiže 5. lipnja 1943. kada u jednom danu obara dva sovjetska lovačka zrakoplova. Pod utjecajem sovjetske promidžbe bilo je i nekoliko prebjega zrakoplovaca zbog čega je smijenjen potpukovnik Franjo Džal.

#### Nazad u Hrvatskoj
Veterane lovačke skupine Džal Stožer bojnoga zrakoplovstva NDH povlači na novu dužnost u domovini. Oni najbolji postaju zapovjednicima lovačkih jata u NDH, kao i instruktori u zrakoplovnim školama. Svoju karijeru bojišnoga pilota lovca Galić je završio s 38 priznatih i 7 nepriznatih pobjeda, koje je ostvario u 439 borbenih letova. U Zagrebu, na uzletištu Borongaj, smjestilo se 11. lovačko jato u 1. Zračnoj luci. Zbog velikog gubitka njemačkih lovačkih zrakoplova Messerschmitt Bf 109 G-10 hrvatsko bojno zrakoplovstvo dobilo je krajem 1943. i početkom 1944. znatno slabije francuske lovačke zrakoplove Morane Saulnier MS 406, koje su njemačke snage zarobile od Francuza a s kojima su stvorena nova jata s veteranima istočnog bojišta.
Cvitan Galić dobiva čin natporučnika, a uskoro je bio određen zapovjednikom 23. lovačkog jata 5. zrakoplovne luke Banja Luka koje je štitilo područje pod nadzorom spomenute luke, te izviđalo i djelovalo po partizanskim položajima.
Zbog velike važnosti ishoda rata na Balkanskom poluotoku zrakoplovne snage Velike Britanije često su bombardirale ciljeve na području NDH. U mnogim eskadrilama lovačkih zrakoplova letjeli su srpski piloti koji su se kao četničke formacije prebacili u Kairo. U prvih nekoliko mjeseci 1944. iznad područja bivše Jugoslavije zrakoplovne snage RAF-a (Kraljevsko zrakoplovstvo Velike Britanije) započele su niz operacija uz podršku partizana. 
U tim akcijama bombardiranja, mitraljiranja i opskrbe partizana zračnim putom posebno su angažirane postrojbe DAF-a (Desert Air Force). Na pomoćnom uzletištu u Zalužanima prikupilo se četrdesetak njemačkih i hrvatskih zrakoplova kojima se namjeravalo napasti partizanske linije opskrbe i komunikacija.
Eskadron 2. SAAF (2. eskadrila Južnoafričkoga zrakoplovstva) izveo je napad zrakoplovima Spitfire na stajaće hrvatske zrakoplove na uzletištu Zalužani. Natporučnik Cvitan Galić pokušao je uzletjeti i stupiti u borbu. Jedna od bomba pala je uza sam njegov zrakoplov u kojemu je već sjedio pri čemu je zrakoplov izgorio u plamenu.
Tijelo natporučnika Cvitana Galića prevezeno je u Zagreb i pokopano je 8. travnja 1944. na Mirogoju. Nad otvorenim grobom oproštajni govor održao je zapovjednik bojnoga zrakoplovstva NDH pukovnik Adalbert Rogulja. Posmrtno je Galić promaknut u čin zrakoplovnoga satnika, a odlikovan je i Zlatnom kolajnom poglavnika Ante Pavelića za hrabrost, s pravom na naslov viteza. Po dolasku u Zagreb, partizanske vlasti su mu uništile grob.